# Lenguas yabutí
Las lenguas yabutíes (portugués Jabutí) son una pequeña familia de lenguas habladas en el estado brasileño de Rondônia. Actualmente quedan unos 30 hablantes de acuerdo a las estimaciones de la UNESCO. Las lenguas yabutíes están severamente amenazadas y en peligro inminente de convertirse en lenguas muertas. Las dos lenguas de familia que sobreviven actualmente (Arikapú, Djeoromitxi) se hablan en la región de Guaporé en la cuenca del río Branco en el estado de Rondônia.

## Clasificación
El parentesco del arikapú y el djeoromitxí ([ʤeoɾomiˈʧi]) fue reconocido por Loukotka sobre la base de una lista comparativa de unas 20 palabras de las dos lenguas, cerca de las cuales eran cognados. Además a partir de los datos publicados por Rivet en 1953, Loukotka propuso que el mashubi, actualmente extinto, formaría parte de la misma familia, aun cuando el parentesco es menos claro. La primera descripción razonablemente amplia del Yabutí (djeoromitxi) es la debida a Pires (1992) que contabilizó unos 60 hablantes (incluyendo algunos niños) que vivían junto a hablates de Makuráp (una lengua tuparí). Posteriormente Van der Voort trabajó con hablantes de estas lenguas ofreciendo información razonablemente detallada.

### Clasificación interna
Actualmente existen dos lenguas yabutíes moribundas, y se presupone que una tercera extinta podría haber sido parte de la familia:
- Arikapú: con sólo un hablante.[2]
- Djeoromitxí (Yeoromichí)[3] (frecuentemente llamado: Jabutí): con unos 30 hablantes.
- Mašubi: extinguida, documentada en 1915 por Percy Harrions Fawcett, la documentación posterior sugiere que se trata de una variedad de arikapú.

### Relaciones con otras lenguas
Hasta hace relativamente poco las lenguas yabutíes han estado poco documentadas y han existido dudas sobre su clasificación. J. Greenberg (1987) incluyó el yabutí dentro de las lenguas macro-yê, siguiendo una propuesta de Nimuendajú (1935), aunque Greenberg aportó muy poca evidencia en favor de este parentesco. T. Kaufmann (1994) consideró que ni el Yabutí ni el Otí, estarían relacionado con las lenguas macro-yê. Más recientemente Eduardo Ribeiro y Hein van der Voort, quienes mejor han estudiado estas lenguas consideran que sí deben considerarse parte de las lenguas macro-yê aportando una sólida evidencia comparando la lista de Swadesh en las dos lenguas yabutíes con el proto-yê reconstruido. También el proyecto de comparación sistemática ASJP había encontrado relación del yabutí con el grupo kaingáng-xokléng. Otros autores como Y. Aikhenvald y R. M. W. Dixon lo habían considerado como una familia aislada ante la escasez de documentación que ofreciera evidencia concluyente del parentesco con el macro-yê.

## Descripción lingüística

### Fonología
El sistema consonántico de esas lenguas es inusual ya que tiene africadas labiales (siendo el único grupo de lenguas con esta característica en toda la Amazonia). El inventario del yabutí yeoromichí viene dado por:
|             | Labial | dental | Alveo- palatal | velar | glotal |
| ----------- | ------ | ------ | -------------- | ----- | ------ |
| Oclusiva    | p, b   | t, d   |                | k     |        |
| Africada    | ps͡, bz͡ |        | ʧ, ʤ           |       |        |
| Fricativa   | β      |        |                |       | h      |
| Nasal       | m      | n      |                |       |        |
| Aproximante |        | ɾ      |                |       |        |

Existen siete vocales orales más cuatro vovales nasales:
|          | orales   | orales  | orales    | nasales  | nasales | nasales   |
| -------- | -------- | ------- | --------- | -------- | ------- | --------- |
|          | anterior | central | posterior | anterior | central | posterior |
| cerradas | i        | ɨ       | u         | ĩ        |         |           |
| medias   | e        | ə       | o         | ẽ        |         | õ         |
| abiertas |          | a       |           |          | ã       |           |

La estructura silábica es (C)V, lo cual significa que toda sílaba consta de una única vocal (tipo V) o de una consonante inicial más una vocal (tipo CV), pero no se admiten sílabas más complicadas que esos dos tipos. El acento de intensidad no es contrastivo y generalmente va al final de la palabra.

### Gramática
Las lenguas yabutíes son predominantemente aglutinantes, empleando preferentemente sufijos. La afijación y la composición se emplean mucho como procedimientos de derivación. Las categorías léxicas abiertas incluyen nombres, verbos y adjetivos (y tal vez los adverbios). El yabutí yereomichí usa preferentemente el marcaje de núcleo a sus alternativas.
Existe un tipo de pronombres clíticos personales que pueden aparecer con nombres (marcando el poseedor), con postposiciones (marcando el argumento postposicional), con verbos intransitivos (marcando el sujeto intransitivo) o con verbos transitivos (marcando el objeto). Naturalmente debido a que esos clíticos pueden aparecer como argumento sujeto de intransitivos o argumento objeto de transitivos puede decirse que estas lenguas presentan ergatividad.

### Comparación léxica
Los numerales comparados para el djeoromitxí y el arikapú son:
| GLOSA | Djeoromitxí            | Arikapú                             | PROTO- YABUTÍ |
| ----- | ---------------------- | ----------------------------------- | ------------- |
| '1'   | oitxi                  | tä̃jwẽ                               | *             |
| '2'   | djebo                  | heri                                | *             |
| '3'   | djebo honotõ           | miotä̃ / heri txitxanãjtä̃            | *2+1          |
| '4'   | 2 + 2                  | heri heri / hemihäj hemihäj         | *2+2          |
| '5'   | 2 + 2 + honotõ         | heri heri txitxanãjtä̃ / txinikaj kä̃ | *2+2+1        |
| '6'   | 2 + 2 + 2              | hemihäj hemihäj hemihäj             | *2+2+2        |
| '7'   | 2 + 2 + 2 + honotõ     |                                     | *             |
| '8'   | 2 + 2 + 2 + 2          |                                     | *             |
| '9'   | 2 + 2 + 2 + 2 + honotõ |                                     | *             |
| '10'  | nihu djebo             |                                     | *             |